# Koppers Tower
Koppers Building es un edificio histórico en la ciudad de Pittsburgh, la capital del estado de Pensilvania (Estados Unidos). Fue encargado por Andrew W. Mellon y terminado en 1929. El edificio lleva el nombre de Koppers Chemical Corporation y es un hito del  Downtown Pittsburgh.

## Descripción
El Koppers Building se completó en marzo de 1929 a un costo de 5,3 millones de dólares (equivalente a 78,9 millones en 2019). Tirne 34 pisos y se eleva 145 metros sobre el centro de Pittsburgh. Su dirección es Grant Street y Seventh Avenue. Es el mejor ejemplo de construcción y ornamentación art déco en Pittsburgh.
Está construido con piedra caliza de Indiana con una base de granito pulido y techo de cobre oscuro. Dentro del edificio Koppers, el vestíbulo está ricamente decorado con paredes de mármol. Su techo de cobre tiene un diseño similar a un castillo y está iluminado por la noche. El edificio fue diseñado por el estudio de arquitectura Graham, Anderson, Probst & White.
En febrero de 1948, Equitable of New York compró el edificio por 6 millones de dólares (unos 68,7 millones en 2019).

## Bibiliofgrafía adicional
- Toker, Franklin (2007). Buildings of Pittsburgh. Center for American Places. ISBN 978-0813926506.